# 金龍山北峰寺
25°04′28″N 121°37′53″E / 25.074316°N 121.631270°E
金龍山北峰寺，俗稱社后觀音仔廟，是位於臺灣新北市汐止區金龍湖畔的觀音寺，為社地區的信仰中心。

## 歷史

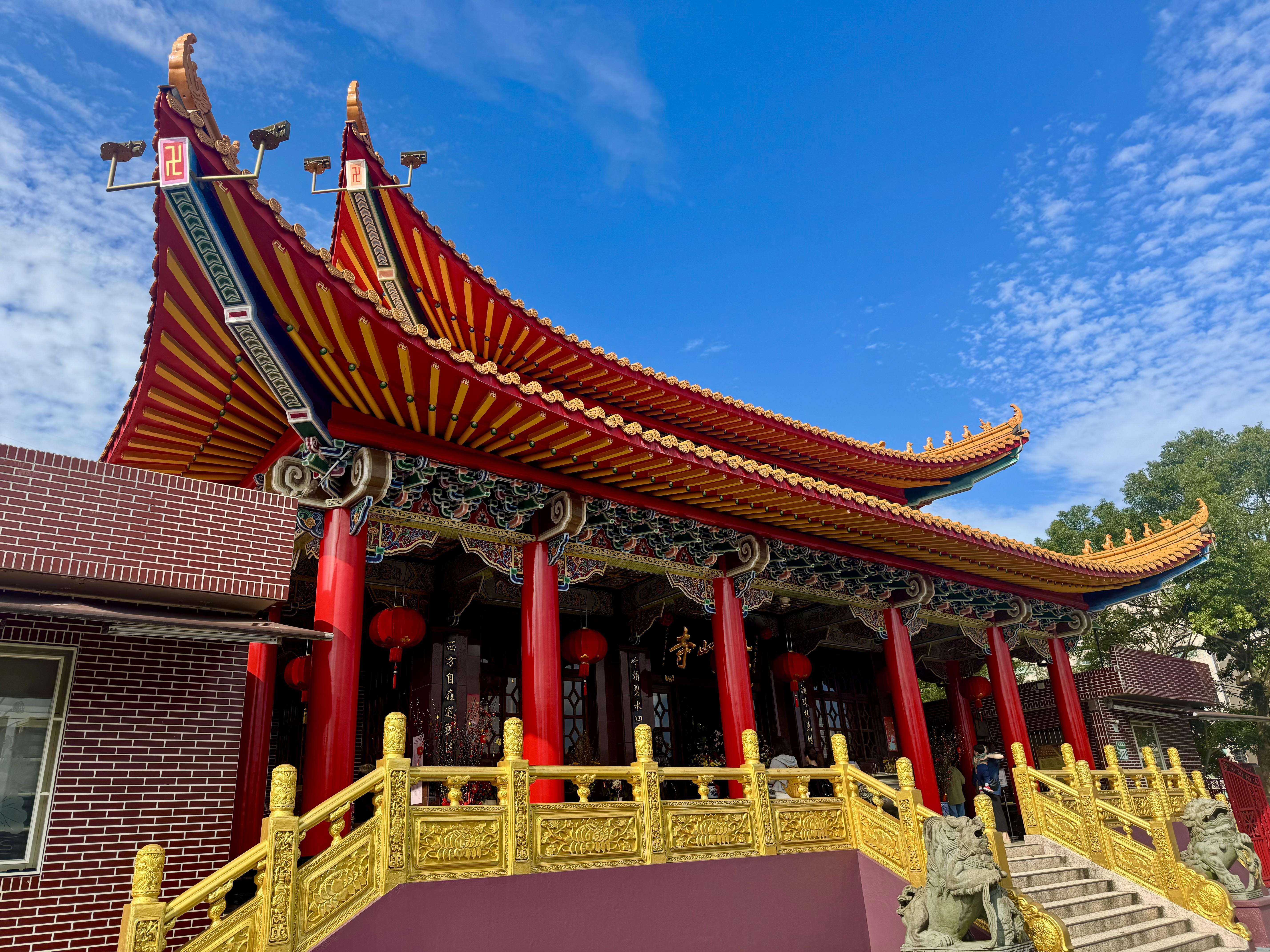
金龍山北峰寺觀音殿

北峰寺的八臂觀音為嘉慶八年（1803年）自艋舺龍山寺分靈，初期僅以爐主方式輪祀。1941年，仕紳黃金土、黃水連、陳論、陳清標、蔡登、蔡金土、闕山爐倡議建寺。1942年在150公尺高的金龍湖旁金龍山建立，地主七星農田水利會提供土地。寺務由日本政府教育課長古堅玄信等協助，請艋舺龍山寺住持釋真常和尚佈教。
1973年，在黃金土任內辦理寺廟登記。1983年建後殿大雄寶殿，1988年重建觀音殿至1991年完工。

## 祭祀
北峰寺俗名「社后觀音仔廟」，為大社后地區的信仰中心。
北峰寺一年內舉行三次朝山，分別是農曆二月十九日觀世音菩薩聖誕日、六月十九日成道紀念日、九月十九日觀世音菩薩出家日，其中以成道日吸引最多的信徒。據童年住於此寺的張正修回憶，每逢觀音成道日時，汐止人為來北峰寺朝山，為汐止的大日子。寺方當天晚上6點開始舉行朝山祈福，讓信徒三步一拜上山。社后地區早期具有汐止最大的稻米產業，有「汐止穀倉」之稱。寺方慣於黃昏舉行朝山活動，是因早年為配合農民作息時間。

## 外部連結
- 金龍山北峰寺的Facebook專頁
- 官方网站